# ساوث ایست اژین ایرلاینز اینترنشنال
ساوث ایست اژین ایرلاینز اینترنشنال (به انگلیسی: South East Asian Airlines International) یک شرکت هواپیمایی با کد یاتا XO است. دفتر مرکزی ساوث ایست اژین ایرلاینز اینترنشنال در فرودگاه بین‌المللی کلارک، پامپانگا، فیلیپین واقع شده‌است و به ۳ مقصد، پرواز انجام می‌دهد.